# إنريكي ساليناس
إنريكي ساليناس (بالإسبانية: Enrique Salinas)‏ هو مسير أعمال مكسيكي، ولد في 15 نوفمبر 1952، وتوفي في 6 ديسمبر 2004 بسبب اختناق.